# 2 Brygada Górska Strzelców
2 Brygada Górska Strzelców (2 BGS) – brygada piechoty Korpusu Ochrony Pogranicza.

## Historia brygady
6 lipca 1939 roku szef Sztabu Głównego, generał brygady Wacław Stachiewicz zawiadomił Ministra Spraw Wojskowych, generała dywizji Tadeusza Kasprzyckiego, że „Pan Generalny Inspektor Sił Zbrojnych zdecydował utworzenie na stopie pokojowej 3-ch brygad górskich na odcinku Żywiec – Łupków, każda w składzie około 4-ch baonów piechoty i kilku baonów ON oraz jednego dowództwa wyższego o charakterze dowództwa dywizji”.
7 lipca 1939 roku Minister Spraw Wojskowych wydał rozkaz o utworzeniu z dniem 10 lipca 1939 roku Dowództwa Pododcinka Nr 2 „Nowy Sącz” z tymczasowym miejscem postoju w Nowym Sączu oraz polecił szefowi Biura Personalnego Ministerstwa Spraw Wewnętrznych wyznaczyć niezwłocznie obsadę personalną, a II Wiceministrowi Spraw Wojskowych wydać wszelkie potrzebne zarządzenia materiałowe i gospodarcze dla dowództwa.
Nazwa «Pododcinek Nr 2 „Nowy Sącz”» była zakamuflowaną nazwą 2 Brygady Górskiej Strzelców i obowiązywała do dnia 31 sierpnia 1939 roku, kiedy to została zarządzona mobilizacja powszechna. Na dowódcę pododcinka (brygady) został wyznaczony legionista, pułkownik piechoty Aleksander Stawarz, dotychczasowy dowódca 12 Pułku Piechoty z Wadowic.
Na podstawie rozkazu L.8940 Ministra Spraw Wojskowych z dnia 25 sierpnia 1939 roku Pododcinek Nr 2 „Nowy Sącz” został wcielony do Korpusu Ochrony Pogranicza. 17 lipca 1939 roku, po wejściu w życie planu „W2”, zlecono przygotowanie mobilizacji Kwatery Głównej Brygady Górskiej Strzelców Nr 2. Jednostką mobilizującą został 1 Pułk Strzelców Podhalańskich z Nowego Sącza. Kwatera główna brygady górskiej strzelców była mobilizowana, w grupie jednostek oznaczonych kolorem brązowym (podgrupa 6), według organizacji wojennej L.3674/mob.org. Stan pokojowy dowództwa pododcinka był zawiązkiem kwatery głównej brygady.
2 Brygada Górska wchodziła w skład Grupy Operacyjnej „Jasło” (Armia „Karpaty”). Jej zadaniem była obrona odcinka od Czorsztyna do Przełęczy Beskid (ok. 80 km). Składał się on z trzech pododcinków: zachodniego, środkowego i wschodniego:
- odcinek zachodni obejmował obszar od Czorsztyna do doliny rzeki Poprad; obsadzał go Batalion KOP „Żytyń” i Batalion ON „Limanowa”. Odcinkiem dowodził mjr Włodzimierz Kraszkiewicz z miejscem postoju w Starym Sączu. Wysunięte placówki znajdowały się w Rytrze i Krościenku wsparte trzema działami;
- odcinek środkowy tworzył system obrony przełęczy Krzyżówka nad Krynicą oraz obszarów źródłowych rzek Białej i Ropy w rejonie Wysowej. Dowódcą odcinka był płk dypl. Alfred Krajewski, dowódca 1 Pułku Strzelców Podhalańskich z miejscem postoju w Grybowie. Przełęcz Krzyżówka obsadzał Batalion ON „Nowy Sącz” i 4 kompania 1 psp wsparta jednym działem. Dolinę rzeki Białej w Śnietnicy obsadził I batalion 1 psp z baterią dział górskich 65 mm. Doliny rzeki Ropy w Uściu Gorlickim bronił oddział wydzielony 1 psp z zadaniem osłaniania odcinka Wysowa – Gorlice;
- odcinek wschodni ciągnął się od Gładyszowa przez Zborów–Konieczną do Gorlic. Obsadzał go Batalion ON „Gorlice” kpt. Ignacego Stachowiaka.

W odwodzie 2 BG znajdował się I batalion 1 psp z miejscem postoju w Łabowej.
Przeciwko 2 BG Niemcy skoncentrowali dwie dywizje górskie i dywizję słowacką. Ich zadaniem było uderzenie na głęboką flankę Armii „Kraków” dolinami rzek Dunajca i Białej.

## Walki brygady w kampanii wrześniowej 1939 roku
1 września 1939 roku pozycje 2 BG zaatakowały wojska niemieckie i słowackie ze Spisza w dolinie Dunajca, a później wojska słowackie z rejonu Mniszka w dolinie Popradu. W dolinie Dunajca Niemcy zajęli miejscowości Niedzicę, Czorsztyn, Nowy Targ i Zakopane, Słowacy zaś Jaworzynę, a także Jurgów. Nazajutrz natarcie niemieckiej 2 DG i słowackiej 1 DP zmusiło 2 BG do odwrotu.
3 września 2 BG przeszła do obrony na linii Kłodne – Tylmanowa, ale – zagrożona obejściem przez niemieckie oddziały górskie – wycofała się na trzeci przełom Dunajca pod Wietrznicami, gdzie broniła się przez następne dwa dni. Tego samego dnia Niemcy rozpoczęli atak w dolinie Popradu, zajmując Muszynę i Krynicę, czym zagrozili polskim pozycjom nad Dunajcem i Popradem.
W rezultacie 4 września 2 BG otrzymała rozkaz zmiany frontu z południowego na zachodni wzdłuż linii Popradu i Dunajca po Nowy Sącz. Wykonując go, płk A. Stawarz wycofał z Limanowej do Nowego Sącza II batalion 1 psp mjra Bolesława Miłka oraz grupę kpt. Romana II Wróblewskiego z pozycji pod Wietrznicą. Decyzja ta dała Niemcom możliwość prowadzenia natarcia dwoma kierunkami: pierwszym wzdłuż zachodniego brzegu Dunajca przez Łącko – Podegrodzie – Świniarsko wprost na mosty w Nowym Sączu oraz drugi: z Rabki przez Mszanę Dolną–Kasinę Wielką do Limanowej, skąd przez Muchówkę – Lipnicę Murowaną – Iwkową – Czchów dostali się na wschodni brzeg Dunajca pod Zakliczynem koło Tarnowa, czym zagrozili Armii „Kraków”.
Rano 5 września oddziały 2 BG zajęły pozycje w Nowym Sączu i jego okolicy. Ponadto do odwodu na Falkowej został skierowany Batalion ON „Sambor” ze składu 3 BG. Jednakże jednostki nie miały żadnego zgrania operacyjnego, a ich dowódcy działali na własną rękę. Kilkakrotnie zmieniane rozkazy doprowadziły do chaosu organizacyjnego. Już przed południem pierwsze niemieckie oddziały dotarły do przepraw przez Dunajec w rejonie Świniarska i Małej Wsi, ale na razie zostały odrzucone. Jednocześnie w rejonie Krynicy Niemcy podchodzili pod przełęcz Krzyżówka, grożąc obejściem polskich pozycji w rejonie Nowego Sącza od południowego wschodu. W takiej sytuacji płk A. Stawarz rozkazał wycofać 2 BG nad rzekę Białą Tarnowską i zająć pozycje obronne od Grybowa do Bobowej. Natomiast bataliony broniące Nowego Sącza miały zostać w mieście, osłaniając odskok pozostałych oddziałów z doliny Popradu. Jednakże pomimo wyraźnego rozkazu, II batalion mjra Miłka opuścił swoje stanowiska już wieczorem 5 września. Na dodatek nie wysadził mostów na Dunajcu i Kamienicy, ani nie zawiadomił innych oddziałów o swojej decyzji. Odszedł do doliny rzeki Białej i obsadził wzgórza pod Wilczyskami w rejonie Bobowej.
Tymczasem Niemcy, wykorzystując zaistniałą sytuację, zajęli nieuszkodzone mosty i o świcie 6 września zaatakowali polskie pozycje od strony doliny rzeki Kamienicy. Zdecydowana ich przewaga i szybkość natarcia spowodowały, że tylko nieliczne oddziały zdołały wycofać się wzdłuż linii kolejowej do Grybowa. W obronie miasta nie uczestniczył także Batalion ON „Sambor”, który z Falkowej i Piątkowej wycofał się do Grybowa bez walki. Ciężką walkę stoczył natomiast Batalion KOP „Żytyń”, który z doliny Popradu wycofywał się przez Żeleźnikową Wielką, Zawadę, Kamionkę Wielką i Ptaszkową do Grybowa. W nocy z 5 na 6 września dowództwo 2 BG wydało rozkaz obsadzenia nowych pozycji nad rzekami: Białą i Ropą, po czym przeniosło swoją siedzibę do Gorlic. Oddziały 1 psp – wzmocnione pułkiem KOP – miały zająć pozycje na wzgórzach prawego brzegu rzeki Białej od góry Chełm aż po Bobową, natomiast bataliony ON miały utworzyć linię obronną nad Ropą w Uściu Gorlickim, w Szymbarku i Gładyszowie. 6 września I batalion 1 psp odszedł jednak bez walki z pozycji na przełęczy Krzyżówka do doliny rzeki Białej. W tym samym czasie przeprawiła się przez most na Dunajcu w Kurowie w kotlinie sądeckiej niemiecka jednostka zmotoryzowana i podążyła do doliny rzeki Białej. W rejonie Tuchowa zaatakowała wycofującą się 24 Dywizję Piechoty, która dwa dni wcześniej została skierowana do obrony dolnego Dunajca i niemal natychmiast wycofana, uniemożliwiając odtworzenie obrony nad Dunajcem i Nidą.
7 września niemiecka 1 DG zaatakowała pod Krempną i Gładyszowem między polskimi 2 BG i 3 BG. Niemcy najpierw opanowali Wilczyska w dolinie Białej, a następnie rozpoczęli atak na pozycje II batalionu 1 psp, który bronił drogi na wschód do Łużnej. W walce tej zginął dowódca batalionu rezerwowego por. Jerzy Wołoszyn, ale z pomocą pospieszyła kompania por. Mikołaja Macha, a dodatkowo po południu dowódca 2 BG skierował do Łużnej III batalion 1 psp mjra Mariana Serafiniuka, co zażegnało kryzys. Ostatecznie Niemcy nie posunęli się poza Wilczyska, a zgrupowanie mjra Miłka w nocy zajęło nowe pozycje obronne. Tymczasem wojska niemieckie nacierające z Krynicy przez przełęcz Krzyżówka opanowały około południa 7 września Grybów i zaatakowały pozycje 1 Pułku KOP „Karpaty” na odcinku Grybów – Stróże, gdzie pod wieczór włamały się w polską obronę. W tym czasie I batalion 1 psp ryglował drogę do Gorlic, a pod Wysową wydzielony oddział 1 psp prowadził walkę z niemieckimi patrolami. W takiej sytuacji dowódca GO „Jasło” rozkazał 2 BG wycofać się do rejonu Biecz – Gorlice – Bednarka – Harklowa, po czym dowództwo 2 BG przeniosło się z Gorlic do Jasła.
8 września 2 BG wycofywała się na Krosno. W mieście zmęczone pododdziały nie wystawiły ubezpieczeń. W godzinach wieczornych, kiedy dowództwo przebywało w restauracji, do miasta znienacka wjechały niemieckie oddziały, biorąc część 2 BG (w tym jej szefa sztabu) do niewoli. W rezultacie brygada jako zwarty związek przestała istnieć. Nastąpił chaotyczny odwrót pozostałych oddziałów, podczas którego został rozbity 1 psp. Resztki rozbitków i Batalion ON „Podhale” weszły następnie w skład 3 BG i wycofały się przez Brzozów na Birczę, gdzie poniosły duże straty. Natomiast płk Krajewski z częścią swojego pułku przekroczył granicę węgierską na Przełęczy Tatarskiej w dniach 24–27 września.

## Struktura organizacyjna i obsada personalna brygady
- Dowództwo[4]
  - dowódca – płk Aleksander Stawarz

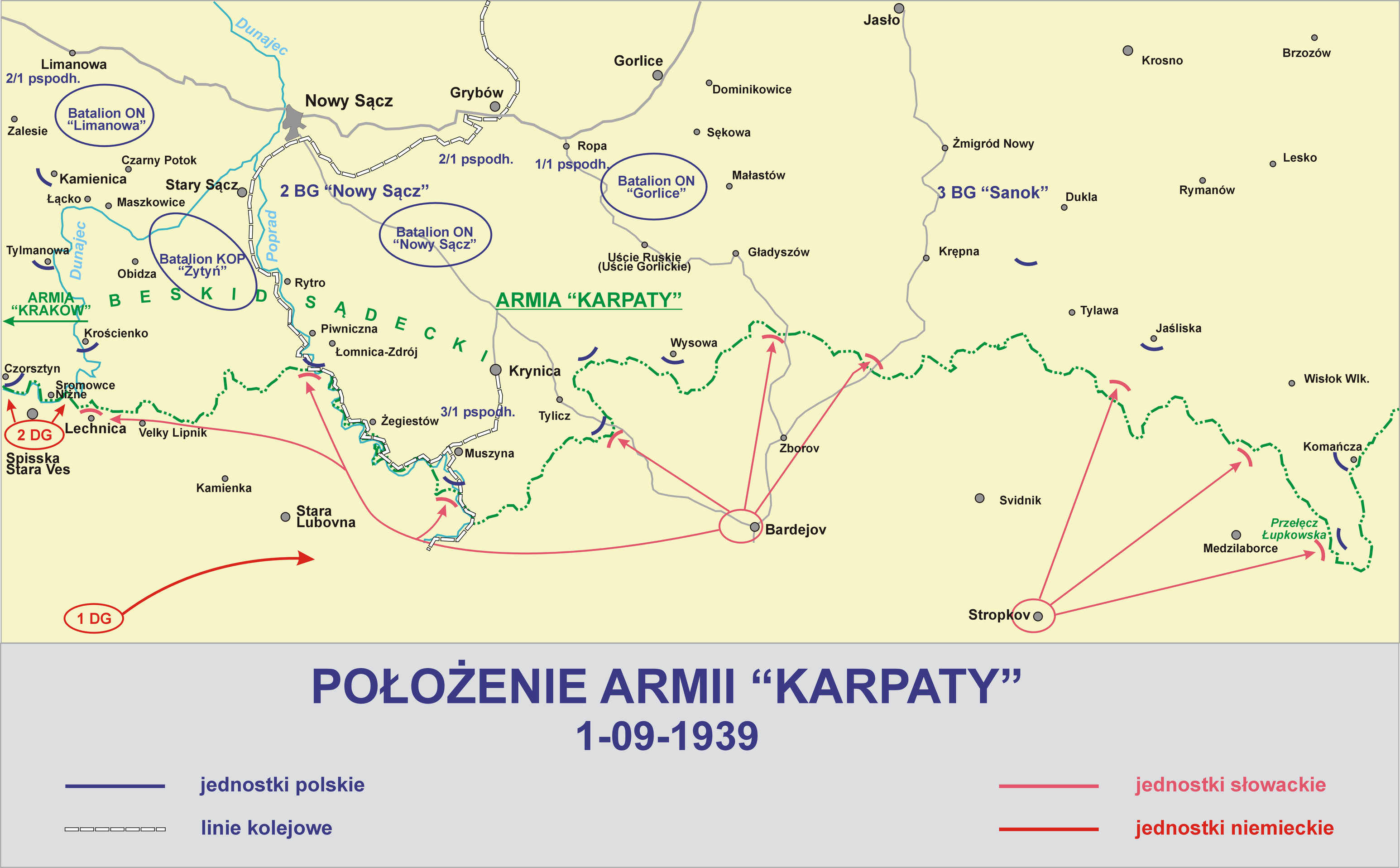
W składzie armii walczyła brygada

  - dowódca plutonu – podporucznik Władysław Baziak
- Sztab
  - szef sztabu – kpt. dypl. Zygmunt Wirgiliusz Węgorek
  - kwatermistrz – mjr Witold Obidowicz
  - dowódca łączności – kpt. Mariusz Olechowski
  - dowódca saperów – kpt. Nikodem Frieman
  - szef służby zdrowia – mjr dr Stanisław Rumian
  - oficer operacyjny – por. NN
  - szef uzbrojenia – ppor. Szweblik
  - szef sanitarny – mjr dr Stanisław Rumian
- 1 Pułk Strzelców Podhalańskich
  - dowódca – płk dypl. Alfred Krajewski (od 10 IX – mjr Marian Michał Serafiniuk)
  - I batalion – mjr Andrzej Wójcik
  - II batalion – mjr Bolesław Miłek (od 8.IX kpt. Edward Dietrich)
  - III batalion – mjr Marian Michał Serafiniuk (od 10.IX kpt. Lucjan Świerczewski)
- batalion KOP „Żytyń” – dowódca mjr Włodzimierz Kraszkiewicz
- batalion ON „Nowy Sącz” – dowódca kpt. Ignacy Jeleń
- batalion ON „Limanowa” – dowódca kpt. Władysław Wójtowicz
- batalion ON „Gorlice” – dowódca kpt. Stanisław Henryk Czwiertnia
- 153 Bateria Artylerii Górskiej – kpt. Jerzy Wróblewski
- Pluton Artylerii Pozycyjnej Nr 51
- Pluton Artylerii Pozycyjnej Nr 52
- Kompania Asystencyjna Nr 58
- Pluton Radio
- Pluton Łączności Kwatery Głównej 2 BG
- Pluton Telefoniczno-Kablowy

Jednostki włączone w skład brygady w trakcie działań:
- 1 pułk piechoty KOP „Karpaty” – dowódca ppłk Władysław Ziętkiewicz
  - batalion KOP „Delatyn” – mjr Augustyn Swaczyna
  - batalion KOP „Skole” – mjr Jerzy Stanisław Dembowski
- batalion ON „Sambor” – mjr Marian Suda
- batalion improwizowany 1 psp z OZ 21 DPG – kpt. Edward Dietrich (od 3 1 X 1939 dowódca 2/1 psp)
- batalion improwizowany 4 psp z OZ 21 DPG – por. Jerzy Wołoszyn